# Ce'Aira Brown
Ce'Aira Brown (née le 4 novembre 1993 à Philadelphie) est une athlète américaine, spécialiste du 800 mètres.

## Biographie
Elle est étudiante à l'université de Hampton.
Qualifié avec l'équipe des États-Unis aux Championnats du monde d'athlétisme 2019, elle se hisse en finale du 800 mètres et finit huitième.
Elle remporte la médaille d'or des relais mondiaux 2019 à Yokohama sur l’épreuve particulière du relais 2 × 2 × 400 mètres qu'elle partage avec son compatriote Donavan Brazier.

## Records
| Épreuve     | Épreuve   | Temps         | Lieu      | Date            |
| ----------- | --------- | ------------- | --------- | --------------- |
| 800 mètres  | Plein air | 1 min 58 s 01 | Karlstad  | 21 juillet 2017 |
| 1500 mètres | Plein air | 4 min 06 s 06 | Nashville | 1er juin 2019   |